# (6924) Фукуи
(6924) Фукуи (лат. Fukui от яп. 福井) — типичный астероид внешней части главного пояса. Астероид Фукуи движется по почти круговой орбите с малым значением эксцентриситета, благодаря чему его расстояние от Солнца в процессе движения по орбите меняется незначительно. Он был открыт 24 октября 1993 года японскими астрономами Кином Эндатэ и Кадзуро Ватанабэ в обсерватории Китами и назван в честь Кэнъити Фукуи, японского химика и лауреата Нобелевской премии по химии. 

Орбита астероида Фукуи и его положение в Солнечной системе